# Victoria Lafaurie
Victoria Lafaurie est une actrice et chanteuse française, née en 1992. Elle est la fille du réalisateur Pascal Thomas et de la scénariste et productrice Nathalie Lafaurie.

## Filmographie

### Actrice
- 1999 : La Dilettante de Pascal Thomas : Marcelle enfant
- 2001 : Mercredi, folle journée ! de Pascal Thomas : Victoria
- 2006 : Le Grand Appartement de Pascal Thomas : Victoria
- 2010 : Ensemble, nous allons vivre une très, très grande histoire d'amour...  de Pascal Thomas : La chanteuse dans l'orchestre
- 2014 : Valentin Valentin de Pascal Thomas : Noor
- 2019 : À cause des filles?... de Pascal Thomas

## Chanteuse
- 2008 : Quien será, BO de Le crime est notre affaire de Pascal Thomas
- 2016 : Canopée, titre de l'EP homonyme du duo musical français Polo & Pan